# Comisión de Postulación
Las Comisiones de Postulación son medios o recursos institucionalizados, regulados y organizados por la Constitución Política de la República de Guatemala y el Decreto Legislativo n.º 19-2009, Ley de Comisiones de Postulación, para proponer y presentar nóminas o listados de personas que deban ser electas y nombradas por el Presidente de la República o el Congreso de la República para el desempeño o ejercicio de los altos cargos del Estado, esto es, con el objeto de garantizar una elección correcta de personas idóneas y capaces, para ejercer dichos cargos.
Las Comisiones de Postulación están formadas por altos funcionarios públicos, autoridades universitarias públicas y privadas (como por ejemplo: rectores y decanos), representantes de los diferentes Colegios Profesionales y otros, según sea el funcionario a elegir y a qué institución del Estado pertenece.

## Marco Legal

### Constitución Política de la República
La carta magna institucionaliza las Comisiones de Postulación. Específicamente, para la elección de personas a los cargos de magistrados de la Corte Suprema de Justicia, Corte de Apelaciones y otros tribunales colegiados (artículos 215 y 217), contralor general de Cuentas (artículo 233), fiscal general de la República y jefe del Ministerio Público (artículo 251) y procurador de los Derechos Humanos (artículo 273).

### Ley de Comisiones de Postulación
El Decreto 19-2009 del Congreso de la República tiene por objeto desarrollar las normas constitucionales relativas a las comisiones de Postulación, con el propósito de regular y establecer mecanismos y procedimientos, objetivos y concretos, en cuanto a la selección de las nóminas de candidatos a cargos que ejercen funciones públicas de relevancia para el Estado. El alcance de esta ley abarca a las mencionadas en la Carta Magna y otras leyes.

### Otras Leyes
Entre otras leyes, que tipifican Comisiones de Postulación para la elección de altos funcionarios están:
1. Ley de la Carrera Judicial, Decreto 41-99 del Congreso de la República, para magistrados de la Corte Suprema de Justicia y Corte de Apelaciones y otros tribunales colegiados.[2]
2. Ley Electoral y de Partidos Políticos, Decreto 1-85 de la Asamblea Nacional Constituyente, para magistrados del Tribunal Supremo Electoral.[3]
3. Ley de la Comisión de Derechos Humanos del Congreso de la República y del procurador de los Derechos Humanos, Decreto 54-86 del Congreso de la República, la Comisión de Derechos Humanos actúa como una de Postulación.[4]
4. Ley Orgánica del Ministerio Público, Decreto 40-94 del Congreso de la República, para el fiscal general y jefe del Ministerio Público, así también de la misma nómina el Congreso elige a sus tres representantes del Consejo del Ministerio Público.[5]
5. Ley Orgánica de la Contraloría General de Cuentas, Decreto 31-2002 del Congreso de la República, en los artículos 12 y 24, en este último, lo describe como procedimiento constitucional.[6]
6. Ley del Servicio Público de Defensa Penal, Decreto 129-97 del Congreso de la República, en el cual tipifica que el Consejo del Instituto de la Defensa Pública Penal ejerce dicha función.[7]
7. Ley Orgánica de la Superintendencia de Administración Tributaria, Decreto 1-98 del Congreso de la República, el Directorio actúa como Comisión de Postulación.[8]
8. Ley de Supervisión Financiera, Decreto 18-2002 del Congreso de la República, la Junta Monetaria actúa como Comisión de Postulación.[9]
9. Etcétera.

## Principios
Los principios que rigen el actuar de las Comisiones de Postulación son las siguientes:
1. Transparencia.
2. Excelencia profesional.
3. Objetividad.
4. Publicidad.

## Clasificación
La clasificación de las Comisiones de Postulación es:
1) Según a quienes se presenta la nómina para elegir a los altos funcionarios (se refiere a los órganos designadores o nominadores):
 
1.1) Congreso de la República:
- Comisión de Postulación para elección de Magistrados de la Corte Suprema de Justicia, Corte de Apelaciones y otros tribunales.
- Comisión de Postulación para elección de magistrados del Tribunal Supremo Electoral.
- Comisión de Postulación para elección del procurador de los Derechos Humanos.
- Comisión de Postulación para elección del contralor general de Cuentas.
- Comisión de Postulación para elección del director del Instituto de la Defensa Pública Penal.
- Comisiones de Postulación para elecciones de otros funcionarios.

1.2) Presidente de la República:
- Comisión de Postulación para elección del fiscal general de la República y jefe del Ministerio Público.
- Comisión de Postulación para elección del superintendente de Administración Tributaria.
- Comisión de Postulación para elección del superintendente de Bancos.
- Comisiones de Postulación para las elecciones de otros funcionarios.

2) Según los altos cargos del Estado a quienes se eligen (se refiere a los designados o nominados):
 
- Comisión de Postulación para elección de Magistrados de la Corte Suprema de Justicia, Corte de Apelaciones y otros tribunales.
- Comisión de Postulación para elección de Magistrados del Tribunal Supremo Electoral.
- Comisión de Postulación para elección del Procurador de los Derechos Humanos.
- Comisión de Postulación para elección del contralor general de Cuentas.
- Comisión de Postulación para elección del director del Instituto de la Defensa Pública Penal.
- Comisión de Postulación para elección del fiscal general de la República y Jefe del Ministerio Público.
- Comisión de Postulación para elección del superintendente de Administración Tributaria.
- Comisión de Postulación para elección del superintendente de Bancos.
- Comisiones de Postulación para las elecciones de otros funcionarios.